# Nigel Lawson
Nigel Lawson, barón Lawson de Blaby, PC (Hampstead, 11 de marzo de 1932-Eastbourne, 3 de abril de 2023) fue un político y periodista británico. Fue miembro del parlamento inglés representando al distrito de Blaby entre 1974 y 1992, y sirvió en el gabinete de Margaret Thatcher entre 1981 y 1989. Antes de entrar al consejo de ministros, fue secretario financiero del tesoro entre mayo de 1979 hasta su ascenso a secretario de Estado de Energía. Asignado como ministro de Hacienda en junio de 1983 hasta su renuncia en octubre de 1989. En ambos puestos del gabinete fue un importante defensor de la política de Thatcher de privatización y desregulación de varias industrias claves; supervisó el Big Bang lanzado en Londres el 27 de octubre de 1986.

## Biografía

### Primeros años y formación
Nigel Lawson nació en 1932 en el seno de una pudiente familia judía que vivía en Hampstead. Su padre, Ralph Lawson (1904-1982), fue dueño de una compañía comerciante en la Ciudad de Londres; mientras que su madre, Joan Elisa Davis, provenía de una próspera familia de corredores de bolsa. Su abuelo paterno, Gustav Leibson, un comerciante de Mitau (hoy en día Jelgava en Letonia), adquirió la nacionalidad británica en 1911, cambió su apellido a Lawson en 1925.
Nigel Lawson fue educado en el Westminster School (siguiendo los pasos de su padre) y Christ Church, Oxford, donde obtuvo un título en Filosofía, Política y Economía. Realizó su Servicio Nacional como oficial de la Royal Navy. En su paso por la marina, capitaneó el HMS Gay Charger. Posteriormente, comenzó su carrera como periodista en el Financial Times en 1956, escribiendo la columna Lexicon. Ascendió como editor de Ciudad de The Sunday Telegraph en 1961 y posteriormente fue editor de The Spectator (1966-1970).

## Primeros pasos en la política
Lawson se postuló a la Cámara de Representantes en la Elección General de 1970 por el distrito de Eton y Slough. Sin embargo, no fue hasta 1974 cuando es elegido como representante de Blaby, Leicestershire, puesto que conservó hasta su retiro en la Elección General de 1992.
Cuando estuvo en la oposición, Lawson coordinó tácticas con los oficiales rebeldes Jeff Rooker y Audrey Wise para asegurar una legislación que proveyera la indexación automática de umbrales impositivos para impedir que la carga impuesta se incrementara con la inflación (por lo general excediendo el 10% por año durante ese periodo del parlamento).

## En el gobierno

### Secretario de Finanzas de Tesoro
Durante la elección del gobierno de Margaret Thatcher, Lawson fue nombrado secretario financiero del tesoro. Aunque esta era la cuarta posición en importancia del Tesoro del Reino Unido, la energía de Lawson en su puesto se vio reflejada en medidas como la eliminación de los controles no oficiales del estado en los préstamos de viviendas, la eliminación de los controles de intercambios en octubre de 1979 y la publicación de la Estrategia Financiera de Mediano Plazo. Este documento fijó tanto las políticas monetarias como financieras del nuevo gobierno, aunque el porcentaje de políticas ejecutadas de allí en adelante en relación con lo planeado aún es debatible.

### Secretario de Estado de Energía
En la reorganización del gabinete de 1981, Lawson fue ascendido a la posición de secretario de Estado de Energía. En este rol, su obra más importante fue la preparación para lo que él vio como una inevitable huelga general de la industria del carbón (en ese entonces propiedad del gobierno desde la nacionalización realizada en el gobierno de la posguerra de Clement Attlee) debido al cierre de las minas cuyas operaciones no económicas representaban las pérdidas económicas de la industria y sus posteriores requerimientos de subsidios estatales. Fue un importante proponente de la política de privatización del gobierno de Thatcher. Durante su paso por el Departamento de Energía preparó el camino para posteriores privatizaciones de las industrias del gas y electricidad y a su vuelta al Tesoro trabajó de cerca con el Departamento de Comercio e Industria en la privatización de British Airways, British Telecom y British Gas.

### Ministro de Hacienda
Luego de la reelección del gobierno en 1983, Lawson fue nombrado ministro de Hacienda, tomando el puesto de Geoffrey How. Los primeros años de Lawson en el puesto estuvieron asociados con reformas impositivas. El Presupuesto de 1984 reformó los impuestos a las empresas con una combinación de reducción de impuestos y subsidios. El Presupuesto de 1985 continuó con la tendencia de pasar de impuestos directos a impuestos indirectos, reduciendo las contribuciones al seguro nacional para los de menores ingresos, al mismo tiempo que se extendía la base del impuesto al valor agregado.
Durante esos dos años Lawson mantuvo una imagen pública de bajo perfil, pero a partir del presupuesto de 1986 (en el cual continuó con la reducción de la tasa estándar del impuesto a la renta del 30% al que había sido bajada en el presupuesto de 1979 de Howe), su popularidad comenzó a subir a medida que el desempleo comenzaba a caer a partir de mediados de 1986 (el crecimiento del empleo había regresado tres años atrás). Lawson también cambió el déficit de 10,5 mil millones de libras (3,7% del PIB) en 1983 a un superávit de 3,9 mil millones en 1988 y 4,1 mil millones en 1989, el año de su renuncia. Durante su período la tasa impositiva también cayó. La tasa base fue reducida de un 30% en 1983 a un 25% en 1988. La tasa máxima también cayó de un 60 a un 40% en 1988 y las otras cuatro tasas más altas fueron eliminadas, dejando un sistema de impuestos a la renta en el que no había ninguna tasa por encima del 40%.
La trayectoria tomada por la economía británica a partir de este momento es referida comúnmente como "El Boom de Lawson" por la analogía con la frase "El Boom de Barber" que describe un período de rápida expansión bajo el ministro Anthony Barber en el gobierno conservador del primer ministro Heath (1970-74). Los críticos de Lawson afirman que una combinación de un abandono del monetarismo, la adopción de una tasa de cambio de facto de tres marcos alemanes por una libra esterlina (dejando de lado incrementos en las tasas de interés), y un relajamiento fiscal excesivo (especialmente en el presupuesto de 1988) desataron una espiral inflacionaria.
Defendiéndose a sí mismo, Lawson atribuye el boom más que todo a los efectos de varias medidas de desregulación financiera. Aunque Lawson acepta algunos errores en su política, los atribuye al no poder incrementar las tasas de interés durante 1986 y considera que si Margaret Thatcher no hubiera vetado el ingreso del Reino Unido al Mecanismo Europeo de Tipos de Cambio en noviembre de 1985, puede que hubiese sido posible ajustarse a estos cambios beneficiosos en el área microeconómica con menos turbulencia macroeconómica. Lawson también atribuye la dificultad de llevar adelante una política monetaria a la Ley de Goodhart.
Sus recortes de impuestos, comenzando en 1986, resultaron el "Boom de Lawson" de la economía británica, la cual había cortado el desempleo a la mitad desde más de 3.000.000 para finales de 1989. No obstante, esto llevó a un aumento en la inflación del 3% a más del 8% durante 1988, lo que hizo que las tasas de interés se dupliquen al 15% en un espacio de 18 meses, y que se mantengan altas pese a la recesión de 1990-92 en la que el desempleo aumentó casi a los niveles que hubo antes de que comience el boom.
Lawson se opuso a la introducción del Community Charge (apodado el poll tax) como reemplazo del anterior sistema de clasificación para el financiamiento de los ingresos de los gobiernos locales. Su desaprobación se limitó a deliberaciones dentro de gabinete, en donde encontró pocos aliados y fue denegado por el primer ministro y por el equipo ministerial del departamento responsable (Departamento del Medio Ambiente).
El tema de la membresía en el mecanismo de tipos de cambio continuó deteriorando la relación entre Lawson y Thatcher y fue exacerbado por la recontratación de Thatcher de Sir Alan Walters como su asesor económico personal. Las políticas de Lawson le hicieron difícil mantener su credibilidad una vez que en agosto de 1988 el déficit comercial reveló la fuerza de la expansión de la demanda doméstica. Como monetaristas ortodoxos, Lawson y Thatcher acordaron elevar en forma constante las tasas de interés para contener la demanda, pero tuvo el efecto de inflar los datos de inflación general.

### Renuncia
Después de un año más en el cargo bajo estas circunstancias, Lawson sintió que la articulación pública de las diferencias entre un monetarista de tipos de cambio, en lo que él se había convertido, y las posiciones de Walters (quien continuaba favoreciendo un tipo de cambio flexible), estaban haciendo imposible su trabajo y renunció. Su sucesor como ministro de Hacienda fue John Major.
El periodo de Lawson como ministro de Hacienda fue más largo que cualquiera de sus sucesores desde David Lloyd George , quien ocupó el cargo entre 1908 y 1915. Posteriormente, sería sobrepasado por Gordon Brown del Partido Laborista en septiembre de 2003, después de haber sido nombrado como ministro en mayo de 1997 por Tony Blair cuando los laboristas regresaron al poder luego de 18 años. Brown finalmente ejercería el cargo por 10 años hasta que se convirtiera en primer ministro en junio de 2007.

## Jubilación
Luego de retirarse de la política proselitista, Lawson decidió seguir el consejo de su médico y tratar su problema de obesidad. Mide 1.78 metros; perdió 30 kg de 108 a 76 en tan solo unos meses, cambiando su apariencia de forma dramática y posteriormente publicó el best-seller The Nigel Lawson Diet Book (en español, El Libro de Dietas de Nigel Lawson).
El 1 de julio de 1992 recibió el título de Barón Lawson de Blaby, de Newham en el condado de Northamptonshire.
En 1996, Lawson tuvo una aparición en el programa satírico de preguntas de la BBC, Have I Got News For You y, como exministro (puesto considerado como uno de los cuatro puestos más importantes del gobierno británico), se convirtió en el invitado que había ocupado el puesto más alto en el gobierno. No obstante, estuvo contento con seguir con la corriente del programa y sufrir algunos golpes leves mientras promocionaba su libro de dietas. En ocasiones, ha aparecido en los programas de cocina de su hija, Nigella.
Lawson es parte de la junta directiva de la revista conservadora [Standpoint].

### Cargos corporativos
- 2007: presidente de la Central Europe Trust Company Ltd (CET)[28]

- 2007: presidente de Oxford Investment Partners[29]

### Posición sobre el cambio climático
Lawson es muy escéptico sobre el cambio climático y cree que el calentamiento global causado por el hombre ha sido exagerado.
En 2004, junto con otros seis, Lawson escribió una carta a The Times criticando el Protocolo de Kyoto y afirmando que había sustanciales incertidumbres sobre el cambio climático. En 2005, el Comité Selecto de Asuntos Económicos de la Cámara de los Lores, con Lawson como uno de sus miembros, llevó a cabo una investigación sobre el cambio climático. En su reporte, el Comité recomendó al HM Treasury que tome un rol más activo en la política del clima. Se cuestionó la objetividad del proceso del IPCC, y se sugirieron cambios a la contribución del Reino Unido a futuras negociaciones sobre cambio climático.
Aproximadamente al mismo tiempo del lanzamiento del reporte de la Casa de los Lores, el gobierno británico lanzó el Stern Review, una investigación llevada a cabo por el HM Treasury y liderada por Nicholas Stern. Según la Stern Review, publicada en 2006, los potenciales costos del cambio climático excedían muy por encima los costos de un programa para estabilizar el clima. La charla de Lawson al Think tank Centre for Policy Studies, publicada el 1 de noviembre de 2006, criticó el Stern Review y propuso lo que fue descrito como un enfoque racional, llamando a adaptación a los cambios en el clima global, en lugar de tratar de mitigarlos, es decir, reduciendo la emisión de gases. Lawson también contribuyó con el documental de 2007 The Great Global Warming Swindle.
En 2008, Lawson publicó un libro que expandía sobre su charla de 2006 titulado An Appeal to Reason: A Cool Look at Global Warming. Argumenta que, aunque el calentamiento global está sucediendo y tendrá consecuencias negativas, el impacto de estos cambios será relativamente modesto en lugar de ser apocalíptico. Critica a aquellos políticos y científicos alarmistas que predicen catástrofes a menos que se tomen medidas urgentes. El libro, por su parte, fue criticado por el IPCC. El Asesor Científico del gobierno británico, Sir John Beddington, dijo a Lawson en privado que tenía afirmaciones "incorrectas" y "engañosas".
En julio de 2008, la revista conservadora Standpoint volvió a generar controversia al publicar la transcripción de una entrevista doble realizada con Lawson y el director de políticas públicas del partido conservador Oliver Letwin, en la que describió la posición de Letwin sobre el calentamiento global como "castillos en el aire" y le pidió que sea "realista".
El 23 de noviembre de 2009 Lawson se convirtió en director de un nuevo think tank, la Global Warming Policy Foundation, una organización registrada como una caridad educativa.
En 2011, Bob Ward indicó que la GWPF estaba "esparciendo errores" y "los 'hechos'' que Lawson "repite son claramente errados". Ward se refería a la declaración que Lawson había hecho "en repetidas ocasiones", en la que decía que el supuesto más catastrófico del IPCC preveía que el aumento en el nivel de vida de los países del Tercer Mundo se limitaría a tan solo nueve veces el nivel actual. De hecho, dijo Ward, el Cuarto Reporte del IPCC estima que los niveles de vida aumentarán en un factor de 66, pero explícitamente no hace ninguna predicción sobre como estos se verán afectados por el cambio climático. Ward también criticó a Lawson por repetir en un debate en la radio de la BCC en el año 2010 que los niveles de hielo en el ártico no habían cambiado incluso después de que su error había sido notado por su oponente, el Profesor Kevin Anderson. Según Ward, Lawson no ofreció evidencias para respaldar su posición, la cual es contraria a la evidencia medida por satélites y de igual manera insinuó, en forma incorrecta, que la correlación entre los niveles de CO2 y los niveles del mar habían estado subiendo más lentamente desde 1950 que en el pasado.
Dado que la Charity Commission requiere que las declaraciones de caridades de campaña "tengan que ser objetivamente correctas y tengan una base de evidencia legítima", Ward sugirió que la GWPF sea investigada. El hijo de Lawson, Dominic Lawson, también tiene posiciones similares a las de su padre en el tema del cambio climático, punto de vista que ha expresado en sus columnas en el Independent on Sunday. ++

### Economía
Lawson ha criticado la política económica del gobierno de la coalición de David Cameron, diciendo que los planes de consulta sobre recortes de presupuesto no son más que una "táctica de relaciones públicas". En noviembre de 2011 indicó que favorecía el desmantelamiento "ordenado" del euro.

## En los medios
Lawson fue entrevistado sobre el alza del Thatcherismo para la serie documental de la BBC Tory! Tory! Tory! de 2006.
En 2010, estuvo en el programa de radio Analysis para discutir reformas al sistema bancario. Lawson explicó que la crisis financiera global de 2007-2012 fue una consecuencia no intencional del Big Bang de 1986 luego de qué bancos de inversión se fusionaron con los bancos de personas poniendo los depósitos de los ahorristas en riesgo.
Lawson también ha sido invitado en el Business News Network en Canadá para discutir sobre el calentamiento global.
En un debate con otros exministros e importantes periodistas, Lawson indicó que la vida política está más necesitada de ideas y dirección que de grandes visiones políticas.

## Vida privada
Lawson ha estado casado en dos ocasiones.
- Vanessa Salmon (1936–1985), cuya familia fundó la cadena Lyons Corner House, estuvo casada con Lawson entre 1955 y 1980; tuvieron un hijo, Dominic, y tres hijas, Thomasina, Nigella y Horatia
- Thérèse Maclear, estuvo casada con Lawson entre 1980 y 2012; tuvieron un hijo, Tom y una hija, Emily.

Lawson es miembro de los Clubes Garrick, Beefsteak y Pratt.

## Títulos y estilos
- Nigel Lawson (1932–1974)
- Nigel Lawson MP (1974–1981)
- El Rt. Hon. Nigel Lawson MP (1981–1992)
- El Rt. Hon. Nigel Lawson (1992)
- El Rt. Hon. El Lord Lawson de Blaby PC (1992–)